# Spinoceratina
Spinoceratina is een geslacht van kreeftachtigen uit de klasse van de Ostracoda (mosselkreeftjes).

## Soorten
- Spinoceratina halyi (Scott, 1905) Mostafawi, 1992
- Spinoceratina hirta Mostafawi, 1992 †
- Spinoceratina retispinata (Khosla & Nagori, 1989) Mostafawi, 1992 †
- Spinoceratina spinosa (Zhao (Yi-Chun) & Whatley, 1988) Mostafawi, 1992 †